# 音更町立緑南中学校
音更町立緑南中学校（おとふけちょうりつりょくなんちゅうがっこう）は北海道十勝総合振興局河東郡音更町にある公立中学校。

## 部活動
- 野球部
- サッカー部
- 男子バスケットボール部
- 女子バスケットボール部
- 女子バレーボール部
- 女子ソフトボール部
- 男子ソフトテニス部
- 吹奏楽部
- 陸上部
- 総合文化部